# Boris Žnidaršič
Boris Žnidaršič, slovenski veteran vojne za Slovenijo, * neznano.

## Odlikovanja in nagrade
Leta 1993 je prejel srebrni častni znak svobode Republike Slovenije »za izjemne zasluge pri obrambi svobode in uveljavljanju suverenosti Republike Slovenije«.